# Distrito electoral de Cub Creek (condado de Jefferson, Nebraska)
Cub Creek (en inglés: Cub Creek Precinct) es un distrito electoral ubicado en el condado de Jefferson en el estado estadounidense de Nebraska. En el Censo de 2010 tenía una población de 280 habitantes y una densidad poblacional de 3,01 personas por km².

## Geografía
Cub Creek se encuentra ubicado en las coordenadas 40°12′44″N 97°4′58″O / 40.21222, -97.08278. Según la Oficina del Censo de los Estados Unidos, Cub Creek tiene una superficie total de 93.02 km², de la cual 91.86 km² corresponden a tierra firme y (1.25%) 1.16 km² es agua.

## Demografía
Según el censo de 2010, había 280 personas residiendo en Cub Creek. La densidad de población era de 3,01 hab./km². De los 280 habitantes, Cub Creek estaba compuesto por el 99.64% blancos y el 0.36% pertenecían a dos o más razas.